# Bob le bricoleur
Pour les articles homonymes, voir Bob.
Bob le bricoleur (2015-2018)
Bob le bricoleur (Bob the Builder) est une série télévisée d'animation britannique en 260 épisodes de 10 minutes, créée par Keith Chapman et diffusée entre le 12 avril 1999 et le 19 février 2001 sur BBC Two et à partir du  1er avril 2002 jusqu'au 31 décembre 2011 sur CBeebies. L'émission a continué jusqu'en 2018 avec en tout 21 saisons.
Aux États-Unis la série a été diffusée à partir du 13 janvier 2001 jusqu'au 18 septembre 2003 sur Nick Jr. et du 1er janvier 2005 jusqu'au 17 septembre 2011 sur PBS Kids.
En France, elle a été diffusée à partir du 3 septembre 2001 sur France 3 dans Les Minikeums puis T O 3, entre 2005 et 2008 sur TiJi et à partir de 2007 sur France 5 dans Debout les Zouzous et Playhouse Disney. En Belgique, la série a été diffusée du 23 décembre 2000 au 26 septembre 2010 sur la RTBF et au Québec à partir du 22 septembre 2001 jusqu'au  6 septembre 2015 sur Télé-Québec.
Une version en animation par ordinateur par Mattel et co-produite par DHX Media a été diffusée entre 2015 et 2018 au Royaume-Uni et aux États-Unis : Bob le bricoleur.

## Synopsis
Destinée aux enfants âgés de deux à six ans, cette série met en scène des personnages animés en plasticine.
Bob dirige une petite entreprise spécialisée dans le bâtiment. Il est aidé de Zoé, son associée, mais également de toute une équipe de véhicules parlant. Régulièrement, Bob pose cette question : « On peut le faire ? » (« Can we fix it? »)
Et son équipe répond « Oui, on peut ! » (« Yes we can! »).

## Personnages
- Bob : le héros bricoleur
- Zoé : l'associée de Bob
- Léo : l'apprenti de Bob et Zoé
- Ben : le camion-bulldozer rouge
- Coccigrue : la grue bleue qui a souvent très peur
- Scoup : la tractopelle jaune (pelleteuse et bulldozer)

- Tourneboule : la bétonneuse orange
- Roulot : le rouleau compresseur vert
- Potimarron : l'épouvantail qui fait souvent des bêtises
- Tristan : le tracteur agricole de ferme, ami de Potimarron l'épouvantail (appelé 2e classe)
- Monsieur Potager : le fermier, propriétaire du tracteur Tristan et de Potimarron
- Sardine : le chat de Bob
- Scruffy : le chien
- L'oiseau Cui-cui

Dans la deuxième saison, on voit apparaître de nouveaux personnages :
- Scrambler : le quad bleu
- Benny : la petite pelleteuse rose (appelé 1re classe)
- Mr Bentley
- Mr Beasley
- Ventriporteur : fortiche grosse Pelt() euse et buldozer

## Distribution

### Voix françaises
- François Leccia : Bob (1re voix)
- Marc Bretonnière : Bob (2e voix), Ben, Coccigrue, M. Voisins, M. Équerre, M. Potager, Scoup, Tristan, Robert, M. Conservateur,
- Antoine Tomé : Roulo et Potimarron

 Source et légende : version française (VF) sur RS Doublage

## Commentaires

### Morale
Bob le Bricoleur valorise l’apprentissage du travail en équipe, la résolution des problèmes et la confrontation à de nouveaux obstacles[source secondaire souhaitée].
Dans la 2e saison, Bob se met au développement durable[source secondaire souhaitée].

### Diffusion
Bob le Bricoleur est diffusée dans près de 200 pays.
En France, au dernier trimestre 2006, la série a atteint une moyenne de 12,5 % de part d'audience sur les 4-10 ans[source secondaire nécessaire].

## Nomination
- BAFTA 2002 : Meilleure série d'animation

## Adaptations en jeu vidéo
- 2000 : Bob le bricoleur : Réparer c'est gagné ! (PlayStation, Microsoft Windows, Game Boy Color)
- 2002 : Bob le bricoleur : Bob construit un parc (Microsoft Windows)
- 2003 : Bob le bricoleur : Bob rénove un château (Microsoft Windows)
- 2005 : Bob the Builder (PlayStation 2)
- 2007 : Bob le bricoleur : On s'amuse comme des fous (PlayStation 2, Wii, Nintendo DS)
- 2008 : Bob the Builder: Can-Do Zoo (Microsoft Windows, MacOS)
- 2008 : Bob the Builder: Can-Do Carnival (Microsoft Windows)